# Залмоксис
Залмоксис (др.-греч. Ζάλμοξις), или Замолксис (Ζάμολξις), также Салмоксис (Σάλμοξις), Самолксис (Σάμολξις) — полумифический социальный и религиозный реформатор, которого геты почитали как единственного бога. Согласно Геродоту геты — «самые отважные из фракийцев и самые справедливые. Они считают себя бессмертными», потому что «согласно их вере, они не умирают, а отправляются после смерти к Залмоксису — их богу (даймону), — которого некоторые отождествляют с Гебелейзисом».

## Характерные элементы культа
Наиболее характерные элементы культа Залмоксиса (андреон и пиры, оккультация в «подземном жилище» и эпифания через четыре года, «обретение бессмертия» души и учение о счастливой жизни в загробном мире) приближают его к мистериям.
Геродот пишет: 
«Каждые пять лет геты посылают к Залмоксису вестника, выбранного по жребию, с поручением передать богу всё, в чём они нуждаются в данное время. Посылают же вестника они так. Выстроившись в ряд, одни держат наготове три метательных копья, другие же хватают вестника к Салмоксису за руки и за ноги и затем подбрасывают в воздух, так, что он падает на копья. Если он умирает, пронзённый копьями, то это считается знаком божьей милости, если же нет, то обвиняют самого вестника. Его объявляют злодеем, а к богу отправляют затем другого человека. Тем не менее поручения ему дают ещё при жизни.»
Сцена такого жертвоприношения показывается во французско-румынском фильме «Даки».